# سررو لاس میناس
سررو لاس میناس (انگلیسی: Cerro Las Minas) بلندترین قله کشور هندوراس به ارتفاع ۲٬۸۷۰ متر می‌باشد که در غرب این کشور در استان لمپیرا واقع شده است